# Bordelais (Landschaft)
Das Bordelais ist eine Landschaft in Südwestfrankreich. Ihr Zentrum ist die Stadt Bordeaux. Als Landschaftsbegriff beschreibt Bordelais im striktesten Sinne die Region am linken Ufer der Garonne zwischen dem Bazadais im Süden und dem Médoc im Norden.  Im weiteren Sinne werden auch die Teile des Großraums Bordeaux am rechten Ufer zum Bordelais im Sinne der Landschaft gezählt. Dort geht es ins Entre deux mers über. Weitere angrenzende Gebiete sind das Sauternais im Süden und das Weinanbaugebiet von Graves im Norden. Im Westen grenzt sich das Bordelais gegen den Wald der Landes de Gascogne ab.
Der Begriff wird darüber hinaus für die Weinbaugebiete des linken Garonne-Ufers von Médoc und Graves verwendet und grenzt diese von den rechtsseitigen Gebieten des Libournais ab.
Historisch wurde das Bordelais seit dem 3. Jahrhundert v. Chr. von den Kelten der Bituriges Vivisci besiedelt, einer Untergruppe der Biturigen. Schon damals waren diese für den Weinbau berühmt, dessen Erwähnung sich in römischen Quellen findet. Hauptort war Burdigala, das nachmalige Bordeaux. Administrativ war die Landschaft in späteren Zeiten zunächst eine Vizegrafschaft, dann eine Sénéchaussée und ab 1552 ein Bezirk des Gouvernements Guyenne. Durch die neue Verwaltungsgliederung Frankreichs im Zuge der Französischen Revolution ging das Bordelais 1790 im Département Gironde auf.